# Felicissima sera
Felicissima sera è stato un programma televisivo italiano di genere varietà in onda in prima serata su Canale 5 dal 16 aprile 2021 al 7 aprile 2023, ideato e condotto dal duo comico pugliese Pio e Amedeo.

## Il programma
Il programma è condotto dal duo comico Pio e Amedeo è uno show caratterizzato dalla presenza di artisti di primo piano, musica live, momenti di irriverente comicità, grandi coreografie, performance e lo sguardo disincantato di Pio e Amedeo sul mondo: pronti a dissacrare il linguaggio televisivo, senza dimenticare la tradizione del grande varietà rielaborato con la loro brillante leggerezza e ironia.. Ideato e scritto, tra gli altri, dagli stessi Pio e Amedeo, lo show va in onda dallo studio 1 intitolato a Daniele Vimercati del Centro di produzione Mediapason di Milano, in Via Colico 21; presente in studio un corpo di ballo di otto ballerini, guidato da Marcello Sacchetta, e un'orchestra dal vivo diretta da Umberto Iervolino. Il programma va in onda il venerdì in prima serata su Canale 5.

## Edizioni
| Edizione | Anno | Titolo del programma             | Conduzione   | Periodo        | Periodo        | Puntate | Regia          | Studio                                                                   |
| Edizione | Anno | Titolo del programma             | Conduzione   | Inizio         | Fine           | Puntate | Regia          | Studio                                                                   |
| -------- | ---- | -------------------------------- | ------------ | -------------- | -------------- | ------- | -------------- | ------------------------------------------------------------------------ |
| 1ª       | 2021 | Felicissima sera                 | Pio e Amedeo | 16 aprile 2021 | 30 aprile 2021 | 3       | Luigi Antonini | Studio 1 "Daniele Vimercati" del Centro di produzione Mediapason, Milano |
| 2ª       | 2023 | Felicissima sera - All Inclusive | Pio e Amedeo | 24 marzo 2023  | 7 aprile 2023  | 3       | Luigi Antonini | Studio 1 "Daniele Vimercati" del Centro di produzione Mediapason, Milano |

## Puntate e ascolti

### Prima edizione (2021)
La prima edizione (dal titolo Felicissima sera) è andata in onda ogni venerdì in prima serata su Canale 5 dal 16 al 30 aprile 2021 per tre puntate con la conduzione del duo comico Pio e Amedeo, seguite da una puntata riepilogativa dal titolo Il meglio di Felicissima sera, andata in onda il 6 maggio 2021.
| Puntata                       | Messa in onda  | Ascolti        | Ascolti | Ospiti |
| Puntata                       | Messa in onda  | Telespettatori | Share   | Ospiti |
| ----------------------------- | -------------- | -------------- | ------- | --- |
| 1                             | 16 aprile 2021 | 4 070 000      | 20,13%  | Maria De Filippi, Roby Facchinetti, Tommaso Paradiso, Emanuele Filiberto, Ivana Spagna, Francesco Pannofino, Andrea Iannone, Nico Desideri, Angelo Famao, Francesco D'Aleo, Daniele De Martino      |
| 2                             | 23 aprile 2021 | 4 013 000      | 21,09%  | Claudio Baglioni, Francesco Totti, Achille Lauro, Malika Ayane, Umberto Guidoni, Aleandro Baldi, Francesco Pannofino, Alessio, Gianni Celeste                                                       |
| 3                             | 30 aprile 2021 | 4 331 000      | 22,50%  | Eros Ramazzotti, Raoul Bova, Pasquale Iannuzzi, Noemi, Laura Chiatti, Nina Zilli, Piergiorgio Odifreddi, Michele Dell'Oglio, Francesco Pannofino, Malena, Enzo Barone, Ciro Rigione, Andrea Sannino |
| Media                         | Media          | 4 138 000      | 21,24%  | |
| Il meglio di Felicissima sera | 6 maggio 2021  | 2 095 000      | 11,00%  | – |

### Seconda edizione (2023)
La seconda edizione (dal titolo Felicissima sera - All Inclusive) è andata in onda ogni venerdì in prima serata su Canale 5 dal 24 marzo al 7 aprile 2023 per tre puntate con la conduzione del duo comico Pio e Amedeo.
| Puntata | Messa in onda | Ascolti        | Ascolti | Ospiti | Presenze fisse                               |
| Puntata | Messa in onda | Telespettatori | Share   | Ospiti | Presenze fisse                               |
| ------- | ------------- | -------------- | ------- | --- | -------------------------------------------- |
| 1       | 24 marzo 2023 | 2 794 000      | 19,50%  | Silvia Toffanin, Zucchero, Gigi D'Alessio, Elisa, Michelle Hunziker, Kekko Dany, Rico Femiano, Nancy Coppola, Stefania Lay, Franco Staco                                                                                 | Giovanna Civitillo e Josè Alberto Sebastiani |
| 2       | 31 marzo 2023 | 2 540 000      | 18,10%  | Irama, Gerry Scotti, Fabio Cannavaro, Annalisa, Gerardo Bevilacqua, Mal, Jò Donatello, Gigione, Antonello Venditti, Matteo Milazzo, Tommy Riccio, Nina Zilli e Danti, Mario Forte                                        | Giovanna Civitillo e Josè Alberto Sebastiani |
| 3       | 7 aprile 2023 | 2 884 000      | 21,30%  | Enrico Papi, Biagio Antonacci, Diletta Leotta, Fausto Leali, Paolo Bonolis, Francesco Renga, Nek, Il Volo, Antonella Clerici, Pasquale Iannuzzi, Gerardo Bevilacqua, Marco Calone, Anthony, Angelo Famao, Andrea Sannino | Giovanna Civitillo e Josè Alberto Sebastiani |
| Media   | Media         | 2 739 000      | 19,63%  | |                                              |

## Audience
| Edizione | Rete televisiva | Anno | Stagione  | Programmazione | Programmazione | Programmazione | Programmazione | Programmazione | Programmazione | Programmazione | Collocazione | Telespettatori | Share  | Premiere       | Premiere | Finale         | Finale | Il meglio      | Il meglio |
| Edizione | Rete televisiva | Anno | Stagione  | L              | M              | M              | G              | V              | S              | D              | Collocazione | Telespettatori | Share  | Telespettatori | Share    | Telespettatori | Share  | Telespettatori | Share     |
| -------- | --------------- | ---- | --------- | -------------- | -------------- | -------------- | -------------- | -------------- | -------------- | -------------- | ------------ | -------------- | ------ | -------------- | -------- | -------------- | ------ | -------------- | --------- |
| 1ª       | Canale 5        | 2021 | primavera |                |                |                |                |                |                |                | Prima serata | 4 138 000      | 21,24% | 4 070 000      | 20,13%   | 4 331 000      | 22,50% | 2 095 000      | 11,00%    |
| 2ª       | Canale 5        | 2023 | primavera | 2 739 000      | 19,63%         | 2 794 000      | 19,50%         | 2 884 000      | 21,30%         | –              | –            |                |        |                |          |                |        |                |           |

## Controversie
A seguito della prima edizione del programma, il duo è stato interessato da numerose polemiche riguardo ad atteggiamenti e dichiarazioni nei confronti del tema del politicamente corretto, razzismo, antisemitismo, violenza contro le donne, Gay Pride e dei diritti LGBT in Italia. Il duo è stato accusato sui social media e da differenti esponenti delle diverse comunità, tra cui Vladimir Luxuria, Fabrizio Marrazzo, Ruth Dureghello, di aver mancato conoscenza e sensibilità dei problemi trattati, non considerando i danni fisici e psicologici a cui sono sottoposti gli appartenenti alle differenti comunità.